# Kupa (Ungheria)
Kupa è un comune dell'Ungheria di 187 abitanti (dati 2001) . È situato nella contea di Borsod-Abaúj-Zemplén.